# 北海道道829号幌呂原野鶴居線

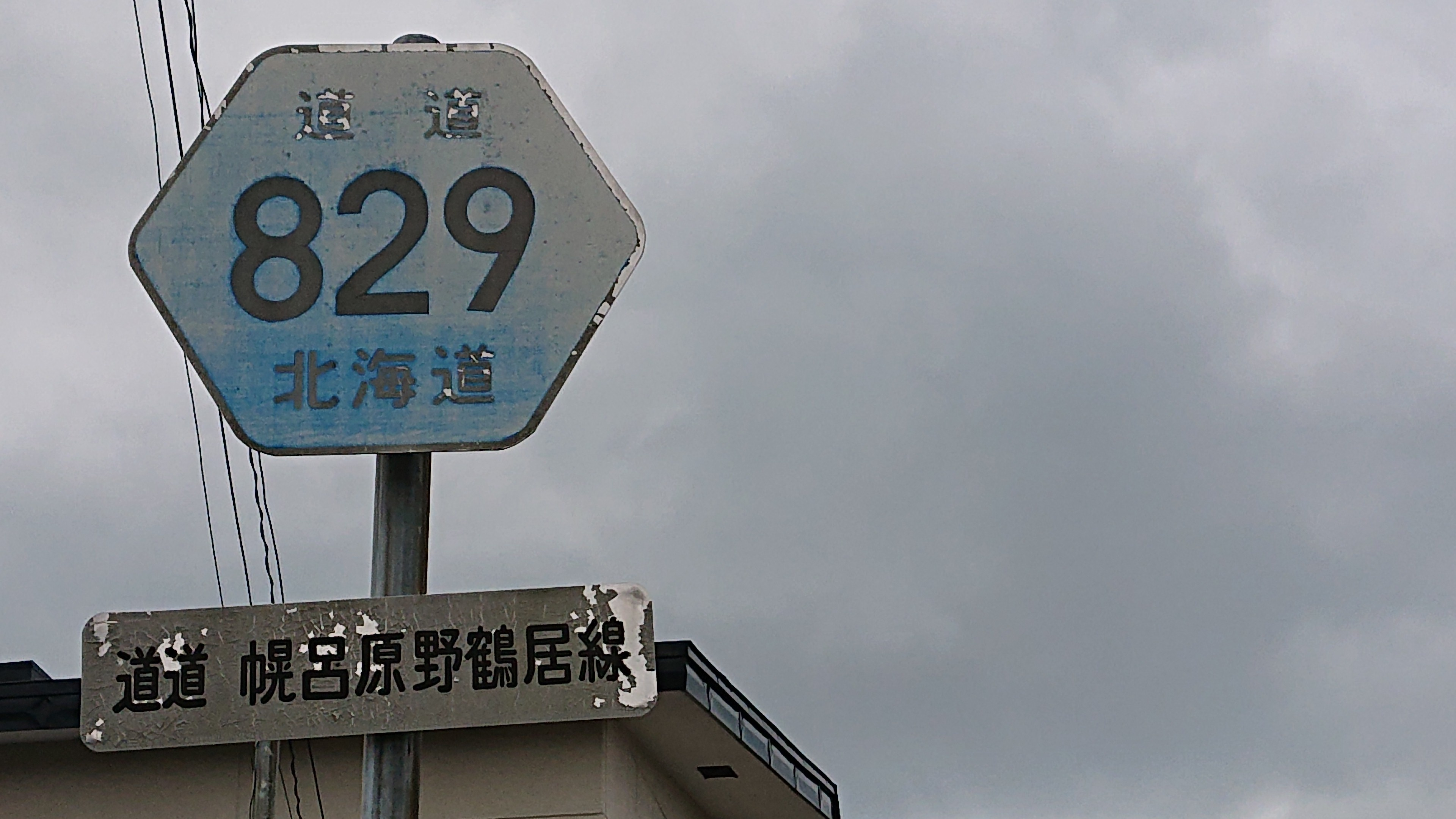
北海道道829号幌呂原野鶴居線

北海道道829号幌呂原野鶴居線（ほっかいどうどう829ごう ほろろげんやつるいせん）は、北海道阿寒郡鶴居村内を結ぶ一般道道である。

## 概要

### 路線データ
- 起点：北海道阿寒郡鶴居村幌呂
- 終点：北海道阿寒郡鶴居村鶴居西（北海道道53号釧路鶴居弟子屈線交点）
- 総距離：21.1 km

## 歴史
- 1974年（昭和49年）3月31日 - 路線認定[1]。

## 地理

### 通過する自治体
- 釧路総合振興局
  - 阿寒郡鶴居村

### 主な接続道路
鶴居村
- 国道274号 - 幌呂
- 北海道道53号釧路鶴居弟子屈線 - 鶴居西（終点）